# Kozma Vera
Kozma Vera (Antwerpen, 1937. június 1. –) textiltervező művész. A középiskolát a budapesti 1. sz. Textilipari Technikumban (későbbi nevén: Bolyai János Textilipari Technikum) végezte el, majd az Iparművészeti Főiskolán (jelenleg: Moholy-Nagy Művészeti Egyetem) tanult tovább, ahol 1960-ban kötött anyag-és modelltervezőként szerzett diplomát. Műveit számos egyéni és csoportos kiállításon mutatta be. Több művészeti alkotóműhely és szervezet tagja.

## Életpályája
1942-ig szüleivel Belgiumban élt, az ország német megszállását követően, 1942 novemberében költöztek Magyarországra, édesapja szülőföldjére. A holokauszt idején rokonai nagy részét – köztük édesanyját – elvesztette, csak édesapja, Kozma László tért haza, aki újra megnősült, a Standard Rt. (a későbbi BHG Híradástechnikai Vállalat, BHG) műszaki igazgatója lett és 1948-ban a Kossuth-díjjal tüntették ki a magyar telefonközpontok újjáépítéséért, a koncepciós Standard-per (1949) kapcsán azonban szabotálással vádolták meg és fegyházra ítélték, csak 1954-ben szabadult.
Kozma Vera a főiskola elvégzését követően kezdetben különböző kötöttárugyárakban, majd ruhaipari tervezőintézeteknél (a Kötszövőipari Mintázó Üzemben, a Magyar Divat Intézetnél, az OKISZ Laborban) dolgozott tervezőként. 1974-től „szabadúszó” lett, saját műhelyében készített egyedi darabokat és kis szériákat. Különböző kiállítócsoportok tagja lett (Prizma 13, Modern Etnika ruhacsoport, Domb Kézműves Baráti Társaság) és műveivel számos hazai és külföldi kiállításon vett részt. 1960 és 1972 között több alkalommal az Év legszebb terméke díjjal, 1991-ben az 5. Textilművészeti Biennálé I. díjával, 1996-ban a Magyar Alkotóművészek Országos Egyesülete díjával tüntették ki. 1992–1995 között a MAOE elnökségi tagja, 1968–2005 között a Hungart Jogdíjkezelő elnökségi tagja.
1977 és 2000 között öt egyéni kiállításon, 1980 és 2000 között 14 csoportos kiállításon mutatta be alkotásait. Néhány művét az Iparművészeti Múzeum, a kaposvári Rippl-Rónai Múzeum és a Szombathelyi Képtár őrzi.
A kézikötés története c. könyve 2004-ben jelent meg. 1994 óta fényképeket, montázsokat készít, amelyeket rajzzal, textilanyagokkal kombinál. Olajfestéssel is foglalkozik.